# Motolivellatrice

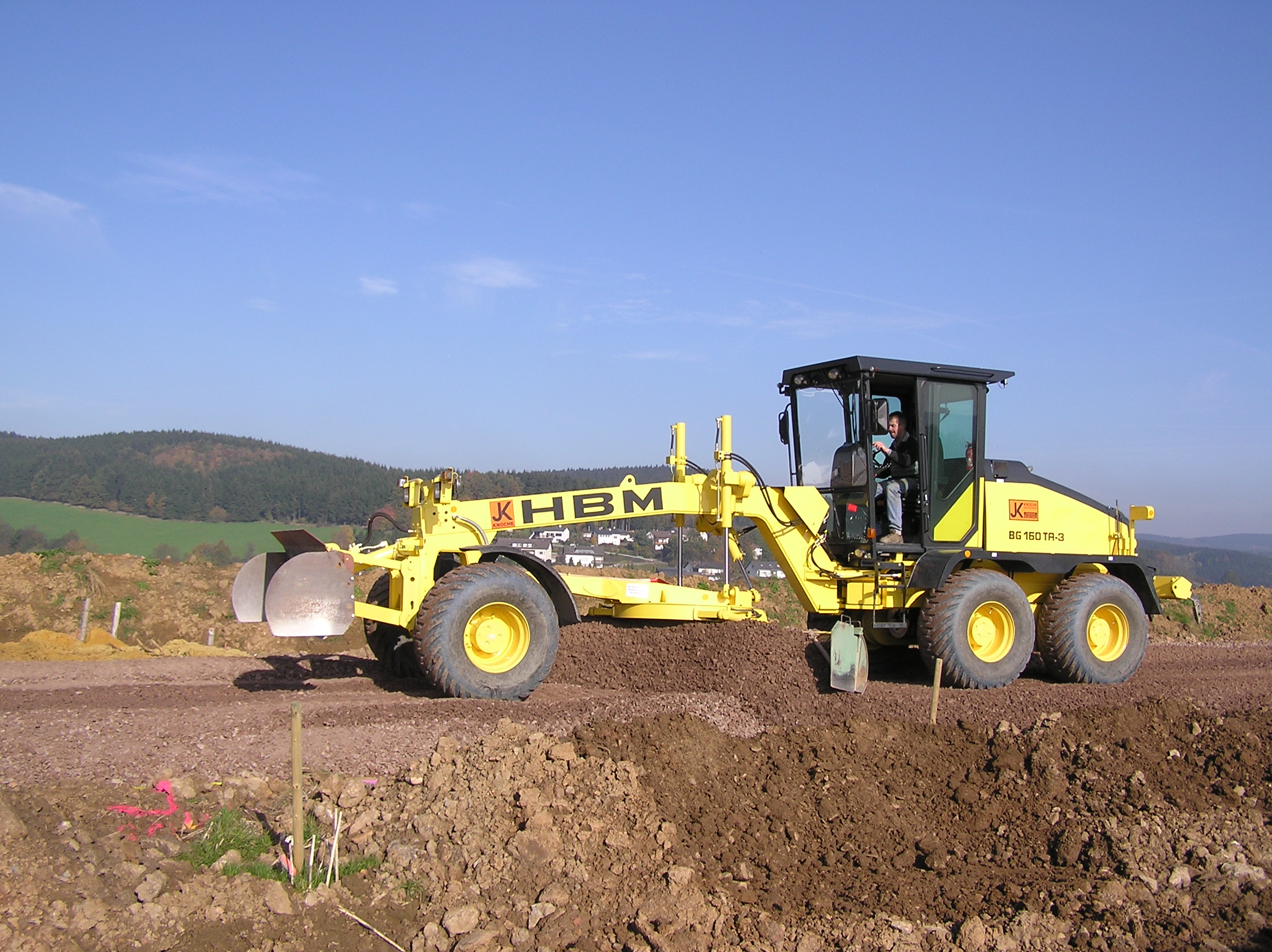
Una motolivellatrice HBM-Nobas BG 160 TA-3

Una motolivellatrice (o grader) è una macchina per la movimentazione di terra, dotata di una lama regolabile, capace di tagliare, movimentare e spargere, solitamente con lo scopo finale di livellamento del suolo.

## Tipi e descrizione
I modelli tipici attuali hanno tre assi con il motore e la cabina situata sopra l'asse posteriore ad un'estremità del veicolo e un terzo asse all'estremità anteriore del veicolo, con la lama in mezzo. La lama lunga a profilo curvo può spostarsi in tutte le direzioni e caratterizza tipo e potenza della macchina. Nei modelli in commercio la larghezza della lama varia da 2,50 a 7,30 metri ed i motori da 93 a 373 kW (125-500 CV).
Anteriormente a seconda dei modelli può esserci una seconda lama più corta per scavare e spingere, oppure uno scarificatore con più denti di piccole dimensioni per smuovere materiale molto compatto. Posteriormente è comune la presenza di uno scarificatore con pochi denti di grandi dimensioni.

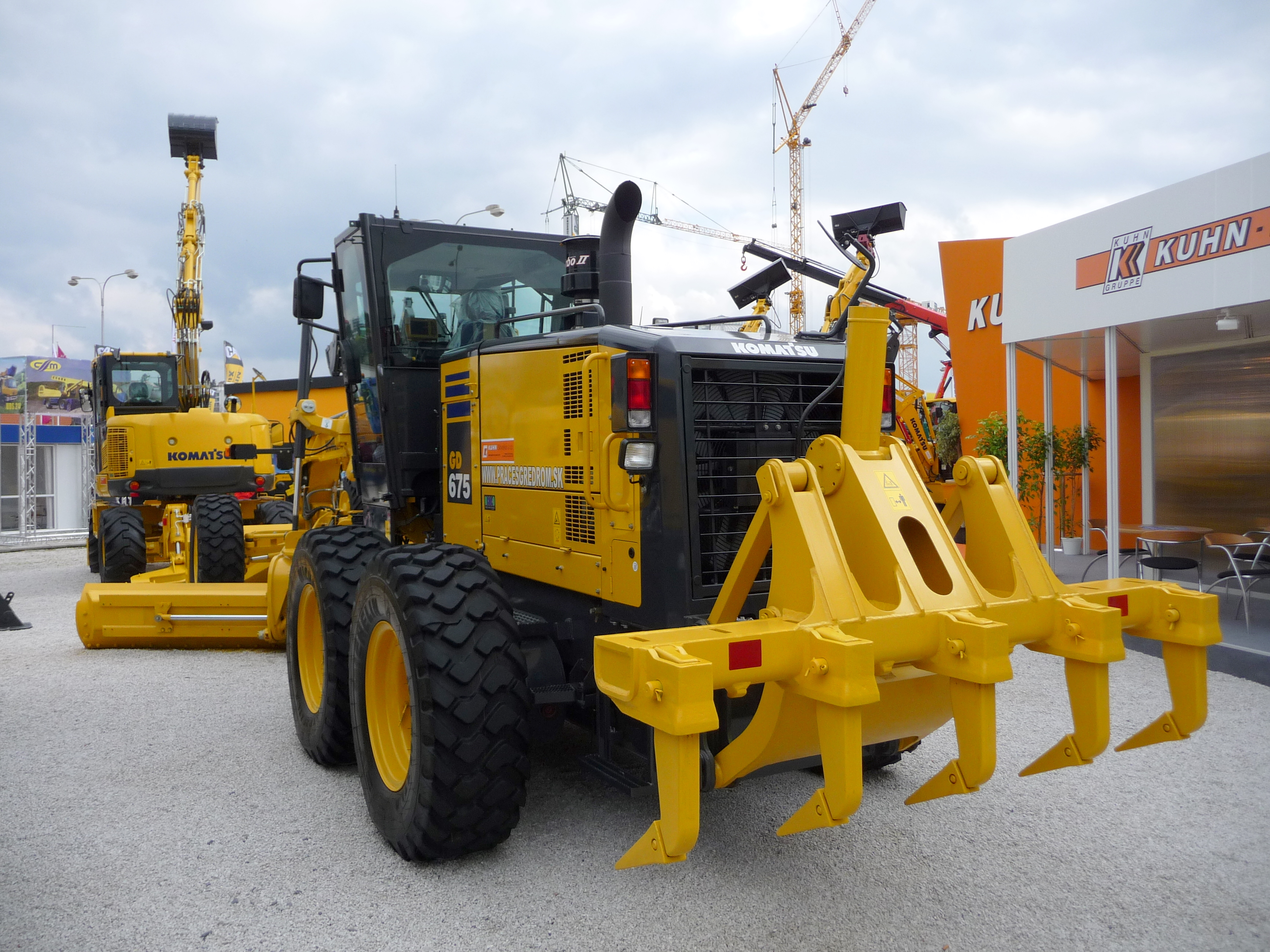
Scarificatore posteriore o ripper Komatsu WD675

Un'innovazione più recente è l'allestimento con tecnologia GPS, per un controllo preciso del grado e (potenzialmente) una costruzione "senza picchetti".

## Applicazioni

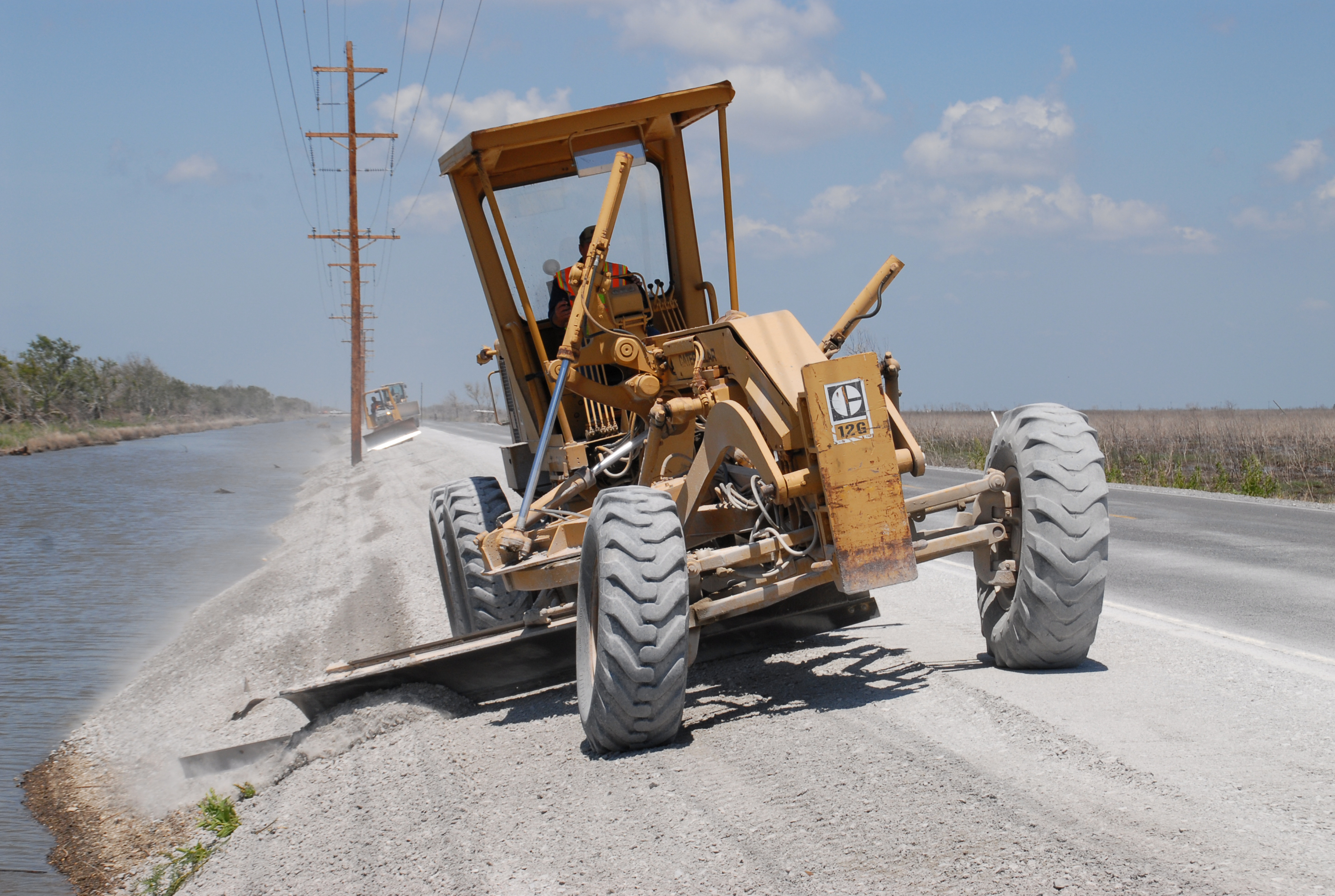
Distribuzione di materiali da riempimento

La motolivellatrice può essere utilizzata per:
- Sgombro e scopertura di terreno vegetale, di piccole piante, di pietrame medio piccolo
- Riempimento di trincee, fossati e scavi
- Scavo di fossi per drenaggi e trincee
- Esecuzione di rilevati su terreni sciolti
- Spargimento o distribuzione di strati di spessore uniforme di materiali da riempimento
- Sagomatura di strade, o rilevati ferroviari
- Taglio e sagomatura di cunette e di scarpate in trincea o a mezza costa
- Rimozione della neve